# کنت دی. مک‌کلر
کنت داگلاس مک‌کلر (به انگلیسی: Kenneth Douglas McKellar) سناتور سابق عضو حزب دموکرات ایالات متحده آمریکا بود. وی در سال ۱۹۱۷ تا ۱۹۵۳ میلادی سناتور ایالت تنسی در سنای ایالات متحده آمریکا بود.